# Koshari
Il koshari (in arabo كشرى‎?), spesso traslitterato kushari, koshary o kosheri, è una popolare pietanza egiziana. Si tratta di un piatto a base di riso (in arabo أرز‎?, arz), maccheroni (in arabo مكرونة‎?, makarūna), lenticchie (in arabo عدس‎?, ʿadas), ceci (in arabo حمص‎?, ḥummuṣ) e uno strato di aglio egiziano (in arabo ثوم‎?, thūm), aceto e salsa di pomodoro speziata. Di solito il tutto è guarnito con cipolle (in arabo ﺑﺼﻞ‎?, baṣl) fritte e condito con il mastika.
Il koshari è in tal modo un piatto vegano, che può riflettere la dieta priva di carni dei Copti durante la Grande Quaresima oppure rifarsi alla velocità della preparazione e/o all'elevato costo della carne per le classi sociali più misere, ma si sta diffondendo l'usanza di aggiungervi fegato fritto o carne di shāwarmā come strato aggiuntivo, visto il loro costo non elevato.
Il koshari è uno dei più popolari, economici, e comuni piatti in Egitto, e molti ristoranti sono specializzati in questo tipo di pasto, anche da asporto.

## Piatti simili
Il koshari è simile al kohsheri (Urdu: کھچری), piatto tipico indiano e pakistano, che è fatto con lenticchie e riso. La Mejadra è un piatto simile popolare in Siria, Giordania, Palestina e Libano. Inoltre il koshari ricorda i piatti di riso e fagioli dei Caraibi come il gallo pinto.